# Shiv Jayanti
Шив Джаянти, или Шиваджи Джаянти — фестиваль и государственный праздник индийского штата Махараштра. Праздник отмечается 19 февраля, в день рождения императора Маратхи, Шиваджи. На протяжении некоторого времени отмечается и за пределами Махараштры. Некоторые люди празднуют этот день по индуистскому календарю в Махараштре.

## История
Шив Джаянти начал отмечаться Махатмой Джотибой Пхуле начиная с первого мероприятия в Пуне. С тех пор масштаб празднования Шив Джаянти заметно возрос. В 20-м веке Бабасахеб Амбедкар праздновал Шив Джаянти и дважды становился президентом программы Шив Джаяни.